# 萬年置業
萬年置業有限公司，簡稱萬年置業（英語：Man Nin Investment Company Limited，港交所除牌時0202.HK），在1973年創立，同時在香港交易所主板上市。當時由德利投資有限公司（南華集團有限公司旗下）。
曾經營香港房地產及證券投資，之後在1992年，由鄧崇光創立柏寧頓國際集團有限公司（已清盤），去換取上市。再到現時國中控股有限公司至今。

## 連結
- interchina.com.hk （页面存档备份，存于）